# بلدة سيداربورغ (ويسكونسن)
سيداربورغ (بالإنجليزية: Cedarburg (town), Wisconsin)‏ هي بلدة تقع بولاية ويسكونسن في الولايات المتحدة. تبلغ مساحتها 66.9 (كم²)، وترتفع عن سطح البحر 270 م، بلغ عدد سكانها 5744 نسمة في عام 2000 حسب إحصاء مكتب تعداد الولايات المتحدة وتصل الكثافة السكانية فيها 86.7 نسمة/كم2.

## معرض صور

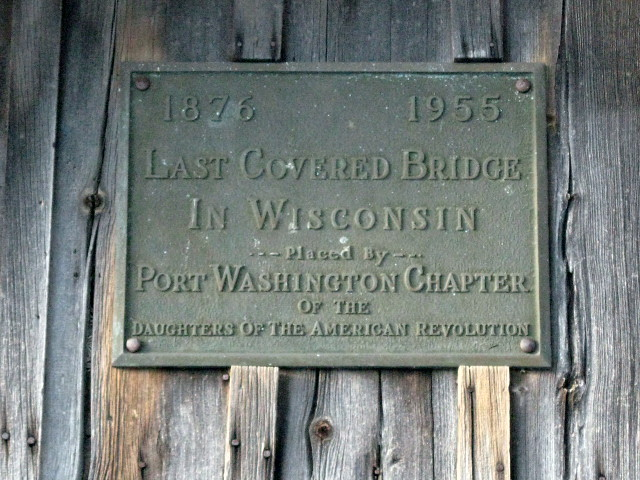
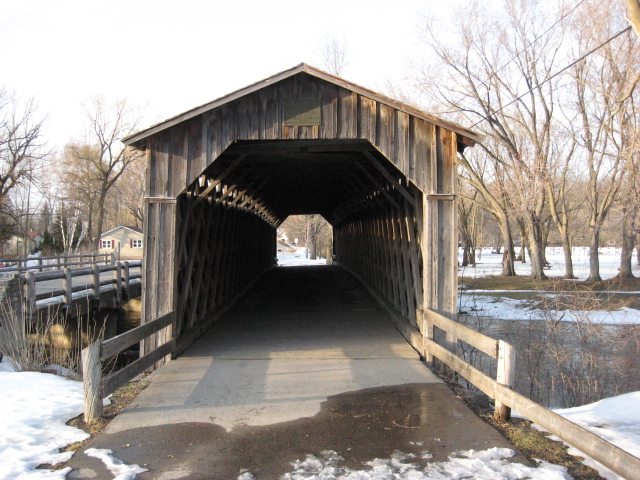
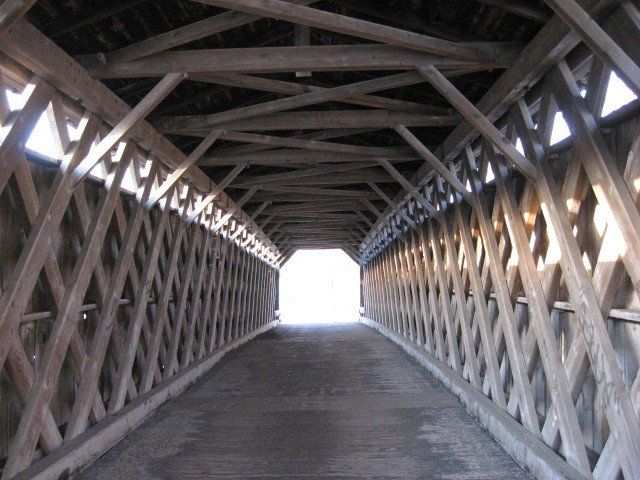

## أعلام
- بول كليمنت

## وصلات خارجية
- The US50 - Cities and Towns in Wisconsin State
- Wisconsin Cities and Towns, Facts, Map, Flag, Colleges, Government, and More